# 삼각대복

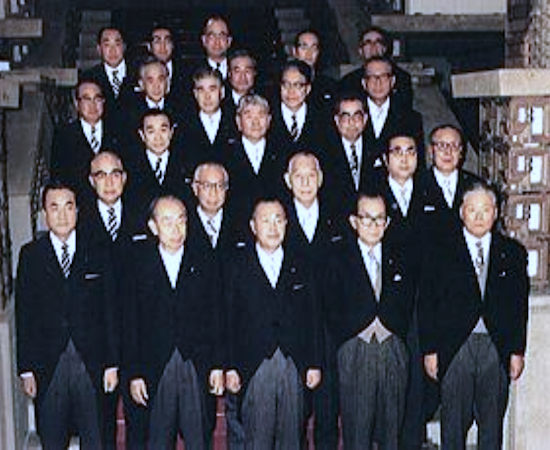
한 자리에 모인 삼각대복중
----
제2차 다나카 가쿠에이 내각 (제1차 개조)이 출범하는 것을 기념해서 1973년 11월 25일 관저 앞에서 촬영한 사진. 앞줄 왼쪽부터 나카소네 통산대신, 후쿠다 대장대신, 다나카 총리대신, 미키 부총리 겸 환경청 장관, 오히라 외무대신이다.

삼각대복(일본어: 三角大福 산카쿠다이후쿠[*])은 일본의 내각총리대신이었던 사토 에이사쿠의 후계를 둘러싸고 경쟁했던 다나카 가쿠에이, 후쿠다 다케오, 미키 다케오, 오히라 마사요시의 이름에서 한 글자씩 따와서 만든 일본의 정치 신조어다. 훗날 총리가 되었던 나카소네 야스히로를 포함해서 삼각대복중(일본어: 三角大福中 산카쿠다이후쿠추[*])이라고도 한다.
기원은 시게무네 유조 중의원 의장이 자신의 지역구였던 야마구치현 야나이시의 명물 미카도모치(三角餅)에서 힌트를 얻어 삼각대복이라고 부른 것이 시초라고 알려져 있지만 정확한 것은 아니다.
또다른 얘기로는 에도 시대 중기 후지사카야(藤坂屋)라는 과자 가게가 둥근 다이후쿠모치를 삼각 모양으로 만들어 팔았는데 맛은 달라지지 않았음에도 잘 팔려나갔다. 이것이 1972년 일본 자유민주당 총재 선거에 입후보한 다나카, 후쿠다, 미키, 오히라 네 명의 정책적 차이는 없었지만 전임 사토의 8년에 걸친 임기에 질려있던 매스컴이 네 후보의 신선함을 강조한 것이랑 비슷해서 붙여진 이름이라고도 한다. 다만 1971년 10월 8일 중의원 공해대책특별위원회에 소속된 시마모토 도라조 의원이 삼각대복중이란 표현을 사용한 적이 있기에 이 설은 맞지 않는 것으로 보인다.
사토가 물러난 이후 삼각대복중은 각자 파벌의 영수가 되어 일본 정계를 움직여 나갔다. 1972년 총재 선거에서 나카소네가 입후보를 취소하고 다나카를 지지하여 삼각대복 간의 경쟁이 되었지만 결과적으론 나카소네를 포함한 삼각대복중 전원이 총재직에 한 번씩 올랐다. 제2차 다나카 가쿠에이 내각에 다섯 사람이 모두 입각했는데 조각 당시 찍은 사진은 삼각대복중의 순서로 서있었다고 한다.

## 주요 경력
삼각대복중은 모두 간사장 경력이 있으며 간사장을 거친 뒤 총재 자리에 올랐다.
다나카는 총재가 되기 위한 조건으로 당 3역 중 간사장을 포함한 2역과 내각에서 외무·대장·통산대신 중 2대신을 거칠 것을 꼽은 적이 있다. 나카소네를 제외한 삼각대복은 이 조건을 모두 충족시켰으며 나카소네는 통산대신만 지냈을 뿐인데 오히라 내각 때 입각을 권유받았지만 스스로 거절한 사례가 있긴 하다. 오히라는 특이하게도 관방장관 경험이 있다.
삼각대복중은 주요 파벌의 수장으로 총재직에 올랐지만 나카소네를 제외하곤 정작 그 임기는 2년 안팎에 불과했다. 이는 파벌 간 싸움이 격렬해 당내 항쟁이 끊이지 않았기 때문이다. 나카소네는 5년 간 집권했는데 이는 원로들의 정치적 영향력이 줄어들고 선거에서 승리하는 등의 일이 겹쳤기 때문에 가능했다. 그마저도 정권 초반에는 니카이도 옹립 구상과 같은 나카소네 견제가 이루어졌다.
| 이름           | 미키 다케오                                   | 다나카 가쿠에이       | 오히라 마사요시         | 후쿠다 다케오         | 나카소네 야스히로     |
| 사진           |                                               |                       |                         |                       |                       |
| 생몰연도       | 1907년~1988년                                 | 1918년~1993년         | 1910년~1980년           | 1905년~1995년         | 1918년~2019년         |
| 의원 재임 기간 | 1937년~1988년                                 | 1947년~1990년         | 1952년~1980년           | 1952년~1990년         | 1947년~2003년         |
| 총리 재임 기간 | 1974년~1976년                                 | 1972년~1974년         | 1978년~1980년           | 1976년~1978년         | 1982년~1987년         |
| 총리대신       | ◯                                             | ◯                     | ◯                       | ◯                     | ◯                     |
| 대장대신       | -                                             | 이케다 내각 사토 내각 | 다나카 내각 미키 내각   | 사토 내각 다나카 내각 |                       |
| 외무대신       | 사토 내각                                     | -                     | 이케다 내각 다나카 내각 | 사토 내각             | -                     |
| 통상산업대신   | 사토 내각                                     | 사토 내각             | 사토 내각               | -                     | 다나카 내각           |
| 내각관방장관   | -                                             | -                     | 이케다 내각             | -                     | -                     |
| 간사장         | 이시바시 내각 기시 내각 이케다 내각 사토 내각 | 사토 내각             | 후쿠다 내각             | 기시 내각 사토 내각   | 미키 내각             |
| 총무회장       | -                                             | -                     | -                       | -                     | 사토 내각 후쿠다 내각 |
| 정조회장       | 기시 이케다                                   | 이케다 내각           | 사토 내각               | 기시 내각 이케다 내각 |                       |